# Isla Blanca (Áncash)
La Isla Blanca es una pequeña isla del Perú ubicada en el océano Pacífico, en la bahía de Chimbote (Departamento de Áncash). Su nombre se debe al color blanco del guano de las aves que la visitan.
La isla está separada cerca de 600 metros del continente por la Bocana Chica, entrada norte a la bahía en donde se eleva el Cerro Chimbote o Cerro de la Juventud. Entre la isla y el cerro se ubica también la más pequeña isla Farallón. Hacia el sur, 2,6 km la separan de la isla Ferrol Primera, lo que constituye la abertura más ancha de la bahía (Bocana Grande).
La isla tiene un relieve empinado y rocoso y se halla desprovisto de vegetación. Es hábitat y refugio de varias especies de aves guaneras, como pelícanos y gaviotas. Existen también algunas lagartijas que se alimentan de las garrapatas de las aves.
Playa Las Conchuelas se encuentra ubicada dentro de Isla Blanca. Recientemente ha sido considerado como una nueva ruta turística en la provincia del Santa. Se puede llegar en bote desde el muelle de Chimbote, con una distancia de 20 minutos.
La Isla Blanca tiene una altitud 156 metros (512 pies).